# Merengue
Merengue je vrsta glazbe i plesa podrijetlom iz Dominikanske Republike, koja je postala popularna diljem Latinske Amerike.
Etimologija imena nije posve jasna. Možda je izvedena iz francuske riječi za desert „meringue“, ali vjerojatnije potječe od sličnih zapadnoafričkih riječi vezanih uz ples i glazbu.
Merengue se prvi put spominje u Dominikanskoj Republici 1854. Doživio je procvat za vrijeme Rafaela Trujilla, dominikanskoga diktatora od 1930. do 1961., koji ga je popularizirao u nacionalni glazbeni i plesni stil. Pjesma "Compadre Pedro Juan", Luisa Albertija postala je međunarodni hit i standardizirala 2-dijelni oblik merenguea. U Sjedinjenim Američkim Državama prvi put su ga popularizirali glazbenici iz New Yorka poput Rafaela Petitona Guzmana, počevši od 1930., te kasnije Angel Viloria y Su Conjunto Tipico Cibaeño u 1950-im. 
Merenguei i brze aranžmane u 2/4 ritmu. Tradicionalni instrumenti su: dijatonske harmonike, dvostrani bubanj, koji se zove tambora te güira. 
Međunarodno poznati merengue pjevači i grupe su: Fernando Villalona, Juan Luis Guerra, Eddy Herrera, Tono Rosario i Los Hermanos Rosario te dr.
Popularnost merenguea ubrzano raste u Venecueli. Merengue je također popularna u obalnom gradu Guayaquil u Ekvadoru te u New Yorku.